# Seidu Salifu
Seidu Salifu (* 30. listopadu 1993) je ghanský fotbalový záložník a mládežnický reprezentant, který hraje v tuniském klubu Club Africain.

## Klubová kariéra
Hrál za ázerbájdžánský klub Turan Tovuz, poté za ghanský Wa All Stars FC a tuniský Club Africain.
V únoru 2014 jej společně se dvěma dalšími Ghaňany (Francis Narh a Derrick Mensah) testoval klub FC Baník Ostrava.

## Reprezentační kariéra
Salifu je mládežnickým reprezentantem Ghany do 20 let. V roce 2013 se zúčastnil Mistrovství světa hráčů do 20 let v Turecku, kde Ghana obsadila třetí místo a získala bronzové medaile (v souboji o 3. místo porazila Irák 3:0). Salifu na turnaji vstřelil gól ve čtvrtfinále proti Chile (výhra Ghany 4:3 po prodloužení).